# Museo di belle arti di Granada
Il museo di belle arti di Granada è la più importante pinacoteca della città, la cui fama è radicata più nel suo patrimonio monumentale che in quello pittorico. Questo spiega il relativo oblio in cui è caduto questo museo.
Il museo venne ospitato inizialmente nell'antico convento domenicano di Santa Cruz la Real, e venne inaugurato nel 1839, e pertanto è la  pinacoteca provinciale più antica di Spagna. Dopo diversi cambi di ubicazione, da 1958 ha sede nel Palazzo di Carlo V, notevole edificio del Rinascimento annesso all'Alhambra.

## Storia

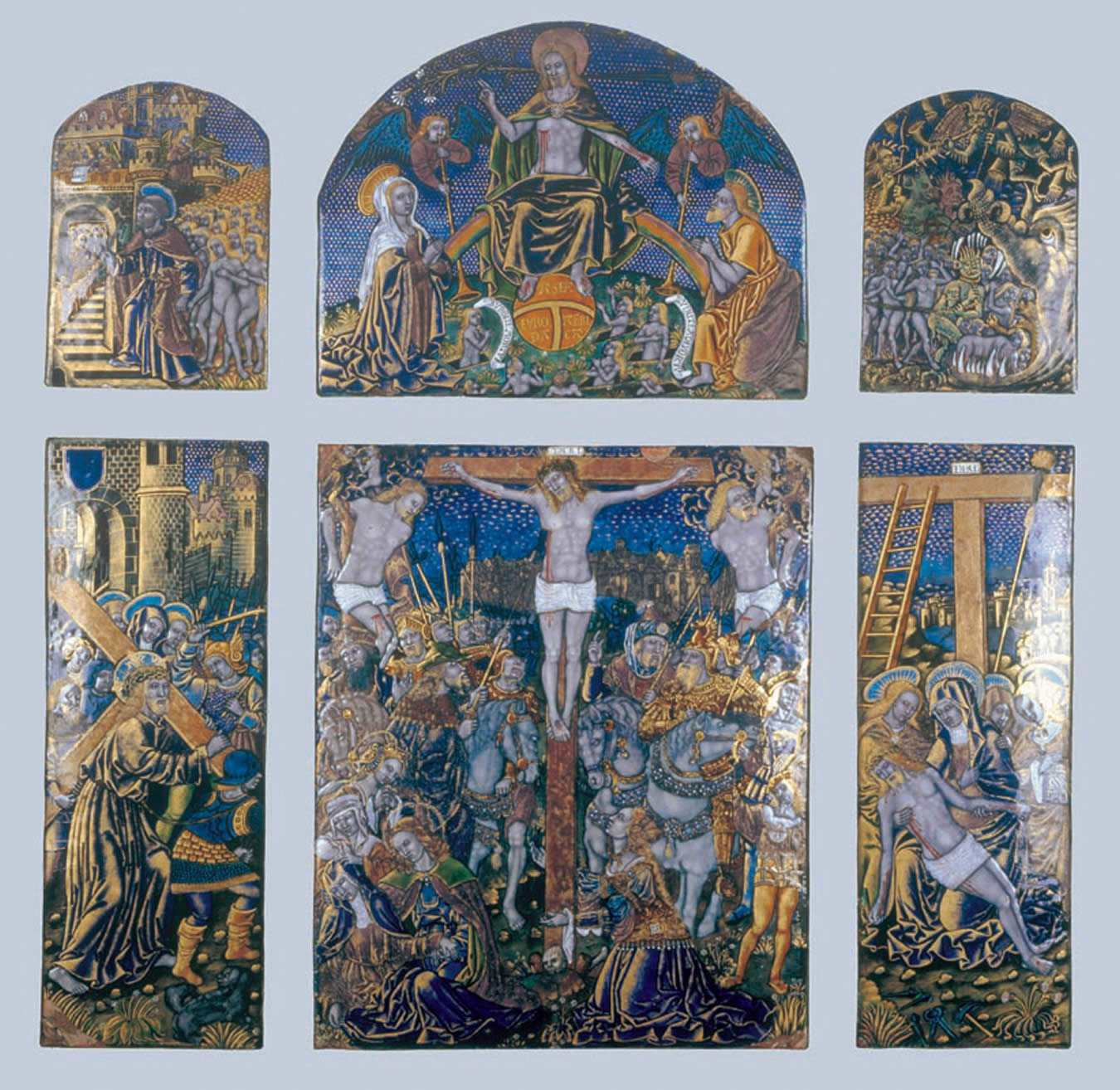
Trittico del Grande Capitano, smalto di Limoges.

Come tanti altri musei provinciali di Spagna, questo Museo di belle arti deve la sua origine alla desamortización di Mendizábal, che aveva portato alla dispersione di numerose opere d'arte appartenute a ordini religiosi. Così, l'istituzione venne creata per custodire le opere artistiche, per lo più religiose, che erano in pericolo.
Il museo venne inaugurato nell'antico convento domenicano di Santa Cruz la Real, l'11 agosto 1839. Nel 1889, il Comune di Granada prese la decisione di dedicare l'edificio a sede di un Liceo militare, e quindi le collezioni d'arte passarono in diversi altri edifici: prima nei saloni della Casa Consistorial, dopo in un edificio della calle Arandas, e quindi alla così detta Casa de Castril.
Già nel XIX secolo venne discussa l'opportunità di recuperare come sede del Museo il famoso Palazzo di Carlo V, considerato l'edificio cristiano più importante di Granada, che permaneva vuoto e in condizioni non ottimali. Il Patronato del Museo decise formalmente il trasferimento in detto edificio nel 1914, ma la cosa non avvenne fino al 1941 quando il governo spagnolo (la Direzione generale di belle arti) decise il trasferimento.
Il processo durò a lungo, e il Museo non venne inaugurato nel Palazzo fino al 1958, in coincidenza con il IV centenario dalla morte di Carlo V. Venne sistemato nel piano superiore dell'edificio, con ovvie limitazioni anche se si decise di non alterare la disposizione originale.
Nel 1994 vennero avviate le opere di ristrutturazione del piano terra del Palazzo di Carlo V per ubicarvi, tra le altre cose, il Museo dell'Alhambra. L'eliminazione del piano rialzato rese necessario il trasferimento di parte delle sale del Museo di belle arti nel complesso edilizio denominato Nuovi Musei.
Il Museo è stato sottoposto a una nuova sistemazione, secondo tecniche moderne, iniziata nel 2003 e inaugurata a gennaio del 2008.

## Collezioni

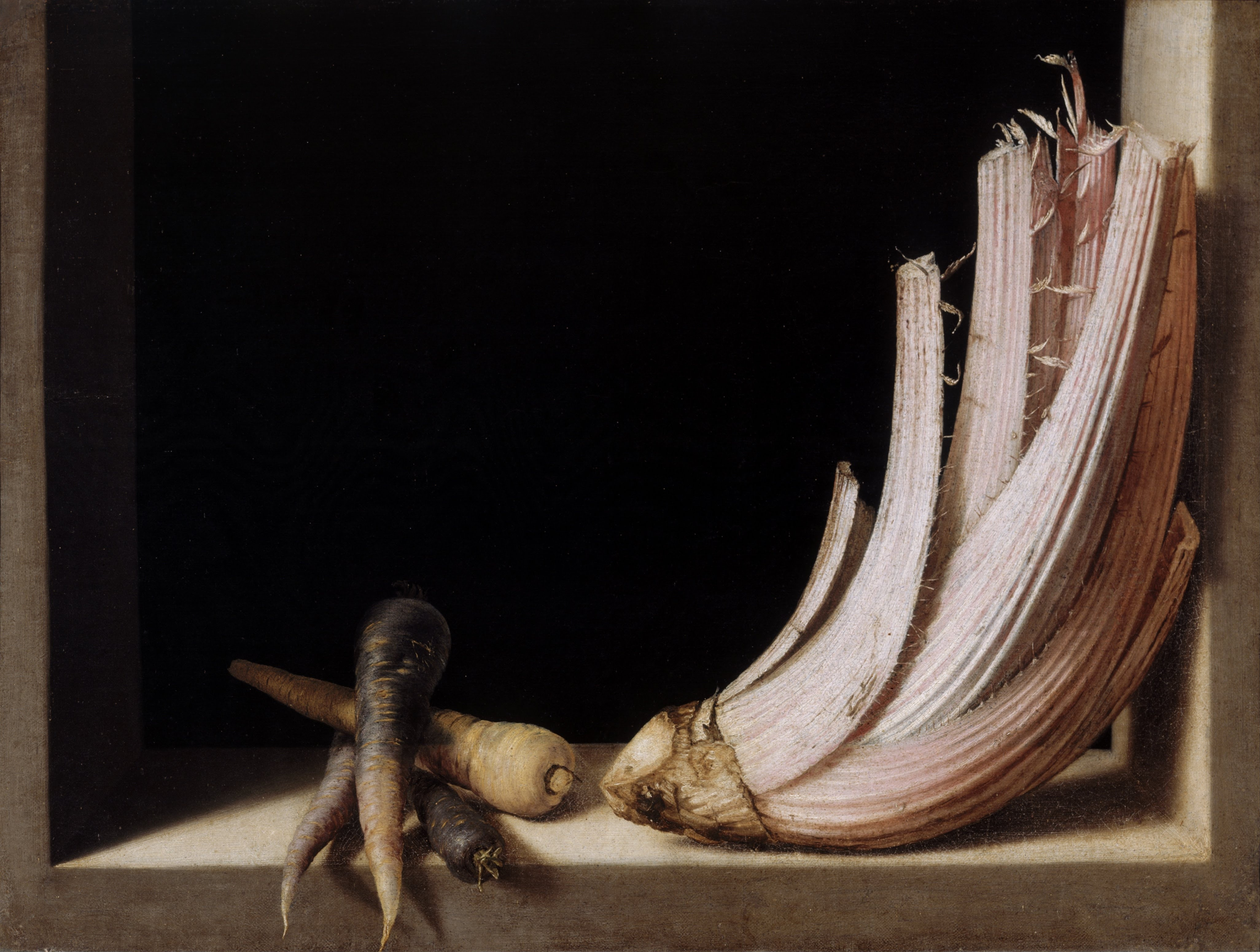
Bodegón con cardo e carote di Juan Sánchez Cotán.

Le collezioni sono costituite essenzialmente da dipinti e sculture, dal XV al XX secolo. I fondi più ampi e ricchi provengono da fondazioni religiose confiscate nel XIX secolo. Sono poi state aggiunte opere depositate nel Museo del Prado e nuove acquisizioni, con tanti esemplari di arte moderna e di antichi maestri.
Tra i pezzi più antichi, spicca la scultura di Santa María dell'Alhambra, della fine del XV secolo, attribuita a Roberto Tedesco e che presiedeva la Puerta de la Justicia dell'Alhambra. Nel 1941 è stata rimossa dall'esposizione e sostituita con una copia per preservarla dal deterioramento. Della stessa epoca, è il Trittico del Grande Capitano, realizzato in smalto di Limoges.
Degli inizi del XVI secolo è il grande gruppo del El entierro de Cristo, di Jacopo Torni, e il poco più recente rilievo della Vergine con il Bambino, scolpito in legno da Diego de Siloé.
Una delle sezioni più importanti è quella degli inizi del XVII secolo con opere di Juan Sánchez Cotán. Il suo Bodegón con cardo e carote è forse la migliore opera del Museo, nonché pezzo chiave della sua produzione, insieme ad un altro del Museo del Prado. Dello stesso artista il Museo ospita varie opere di genere religioso provenienti della Certosa di Granada nella quale l'artista fu monaco. Tra queste una Virgen despertando al Niño, già di minore rilevanza, visto che Sánchez Cotán era piuttosto conservatore e antiquato nelle sue opere religiose e la sua fama odierna e radicata nelle sue nature morte.
Un altro esempio representativo di natura morta spagnola degli inizi del XVII secolo è Cajitas de dulces, di Juan van der Hamen, proveniente del Palazzo arcivescovile.
Alonso Cano, nato a Granada, è un altro grande protagonista del Museo. Qui si custodiscono La Virgen del Lucero, San Jerónimo penitente en el desierto e la scultura di San Diego de Alcalá. Molto numerosa è la collezione dei seguaci di Alonso Cano, sia scultori che pittori, come Pedro Atanasio Bocanegra, Juan de Siviglia, Pedro de Mena, del quale si conserva un busto della Dolorosa o de la Soledad, e di José de Mora, accanto ad altri maestri meno conosciuti, come i Cieza, Miguel Jerónimo di Cieza e suo figlio José, Pedro de Moya, Ambrosio Martínez Bustos e i Gómez di Valencia, Felipe Gómez di Valencia e suo figlio Francisco, chiudendo con le opere del pittore e scultore José Risueño.
Del XIX secolo spicca una Vista del Antiguo Ayuntamiento de Granada (1873), di Marià Fortuny i Marsal, e del 1920, un Paisaje de Sierra Nevada di Antonio Muñoz Degrain.

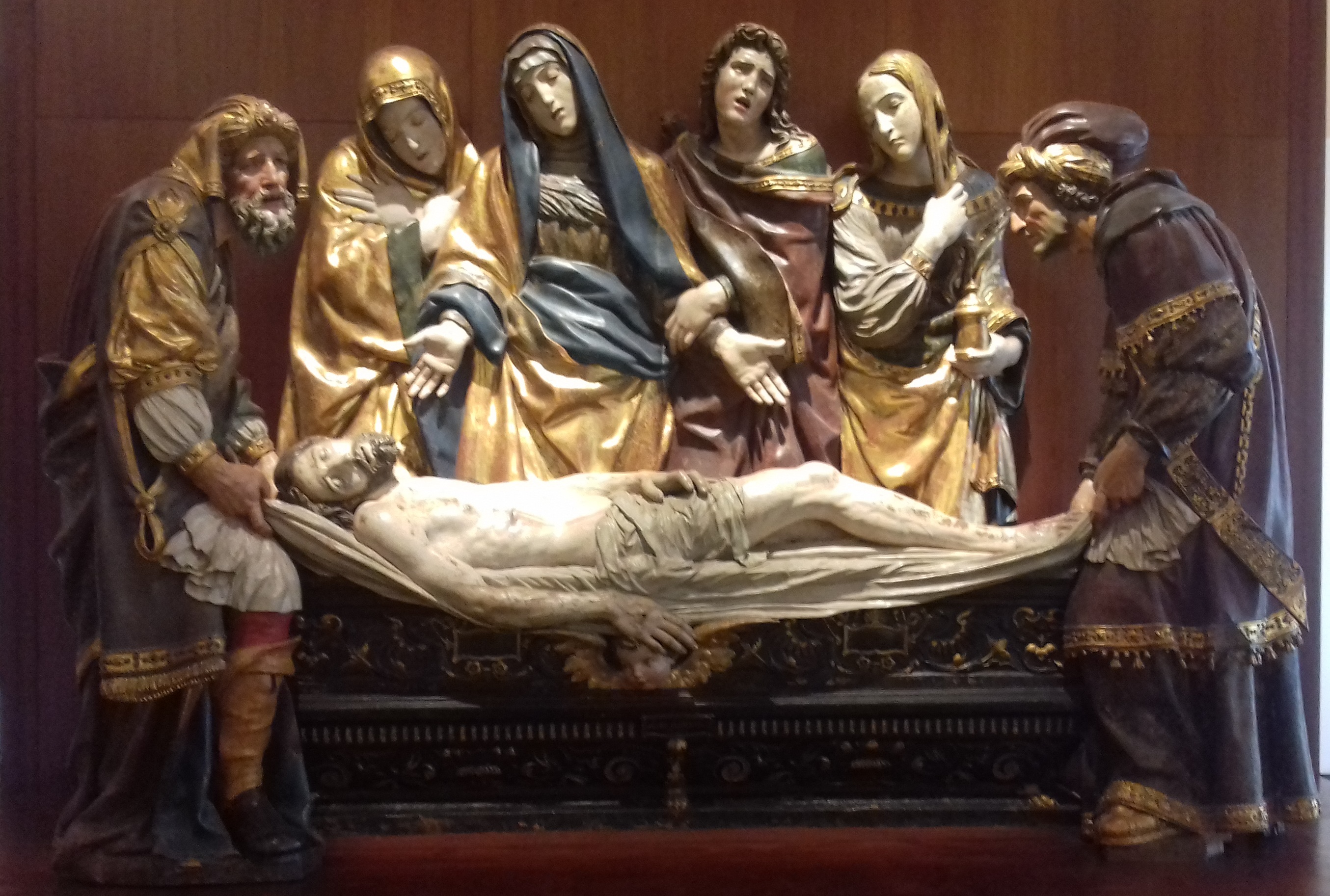
El Entierro de Cristo di Jacopo Torni
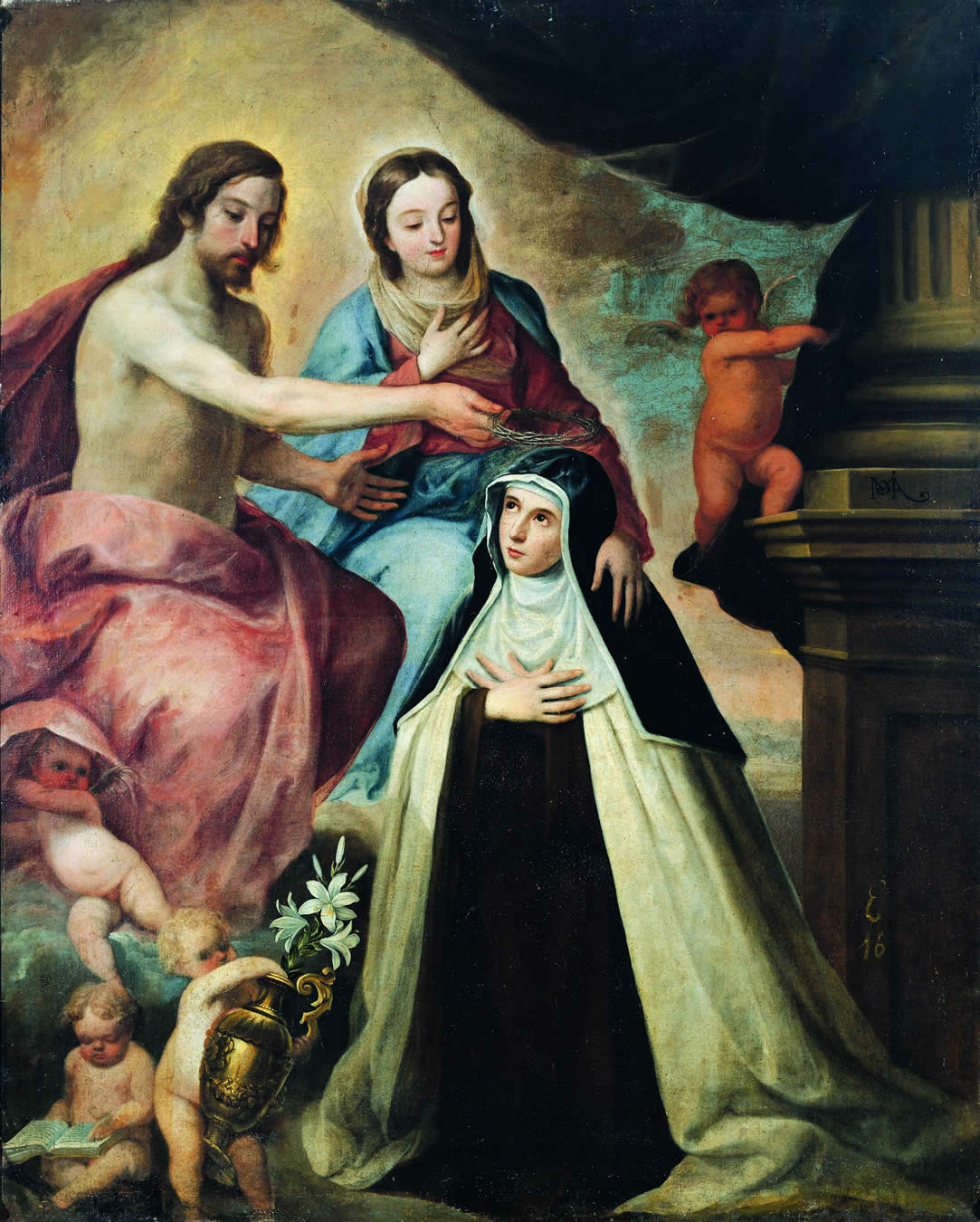
Visione di Santa Maria Maddalena de' Pazzi di Pedro de Moya.
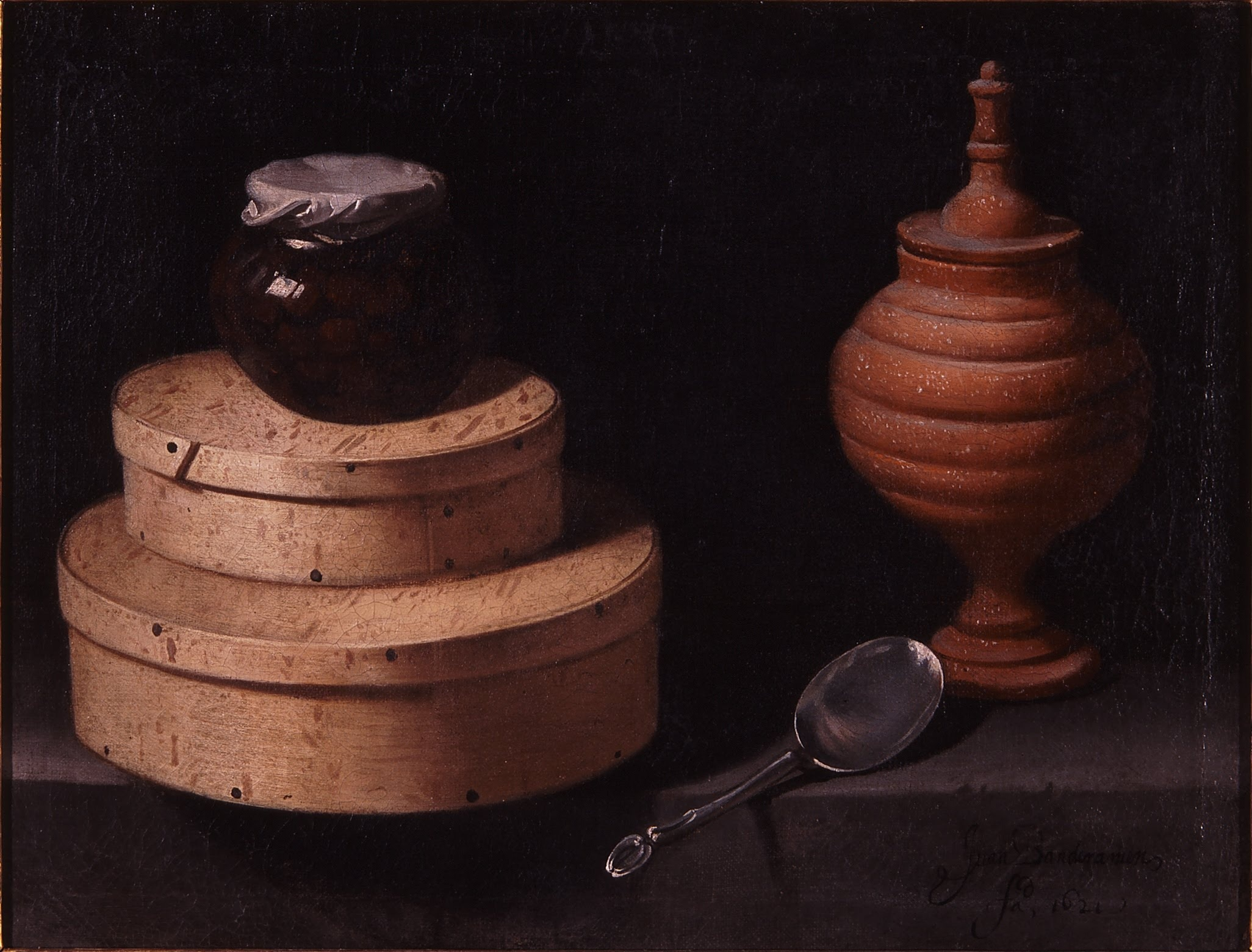
Cajitas de dulces di Juan van der Hamen.
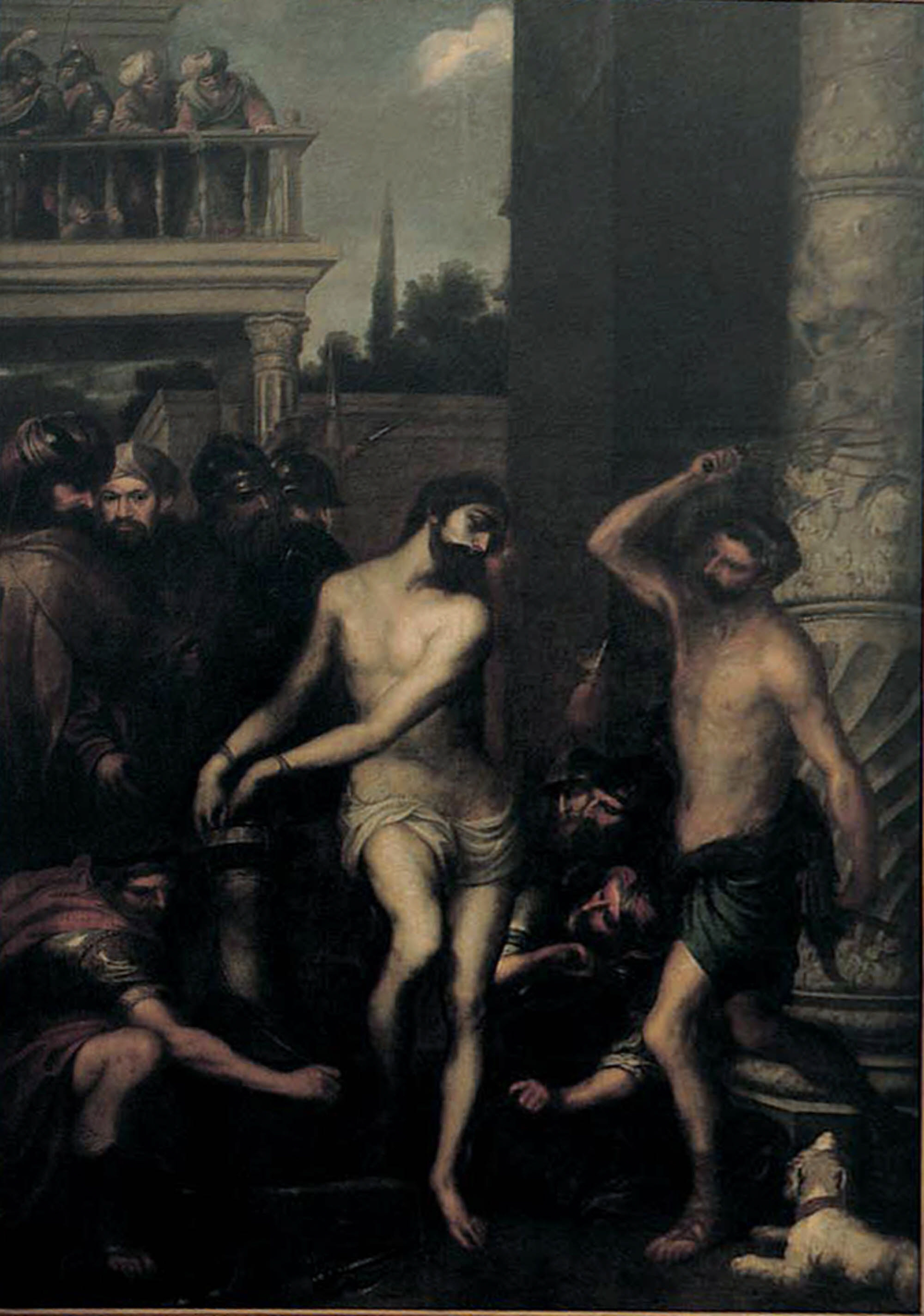
Flagelación di Juan de Sevilla Romero.
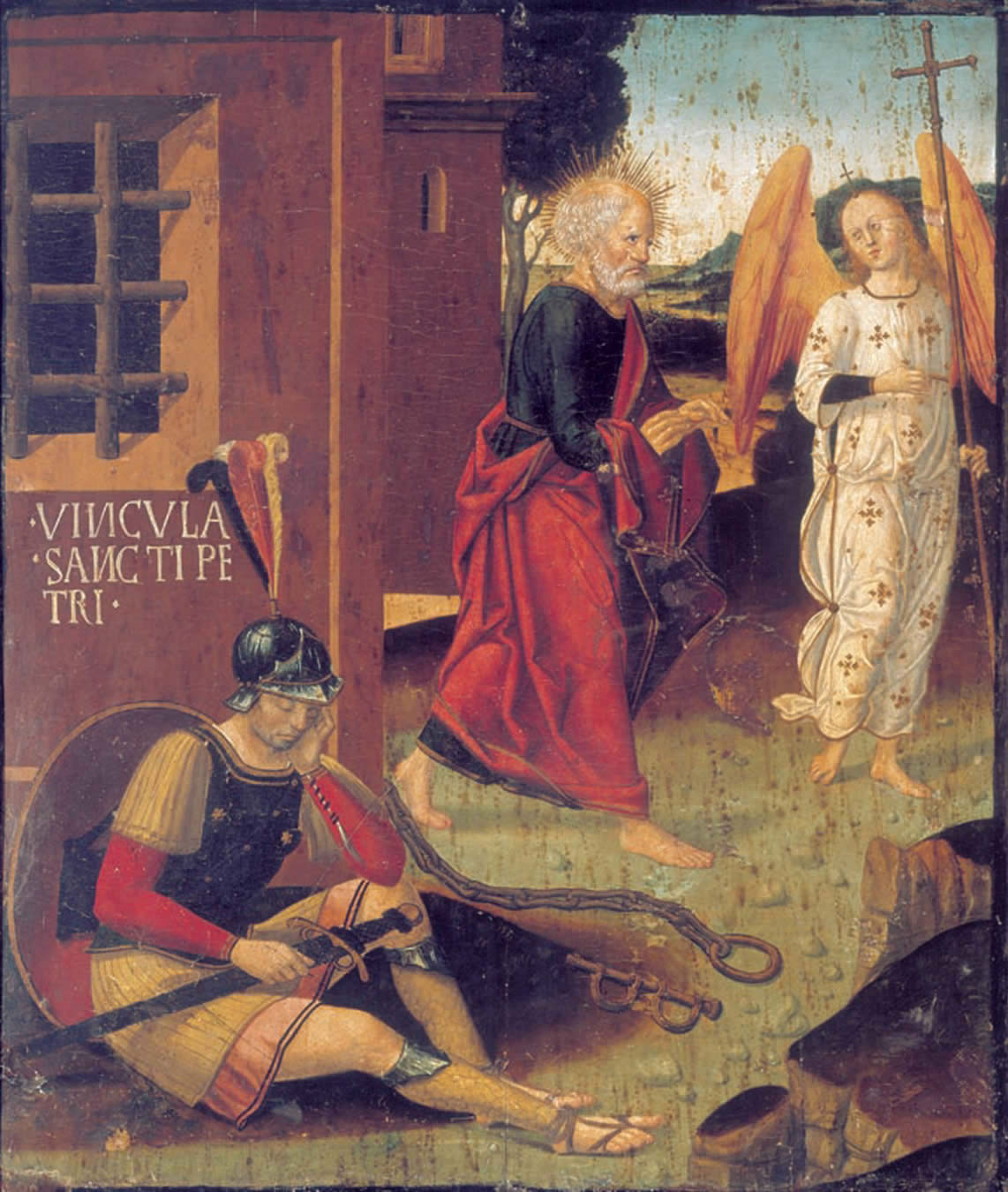
Liberación de santo Pedro di Juan Ramírez.
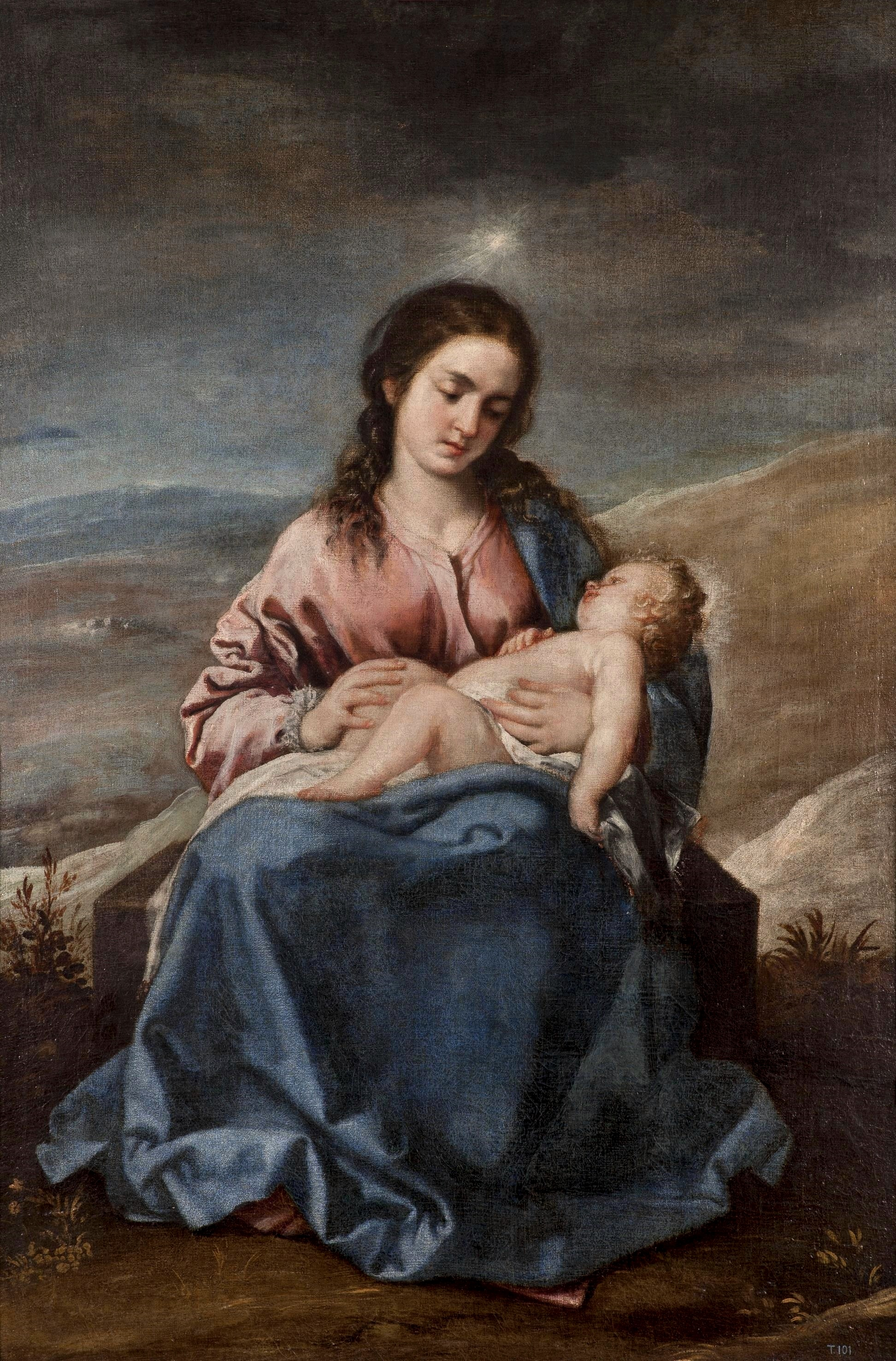
La Virgen del Lucero di Alonso Cano.